# Problème de la transformation

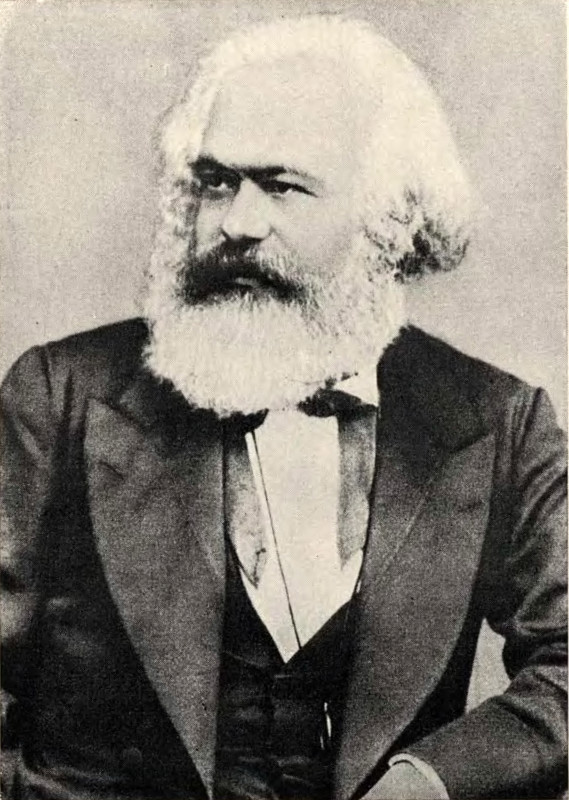
Karl Marx, pilier de la pensée communiste, prétend pouvoir résoudre le problème de la transformation.

Le problème de la transformation, ou l'énigme du taux de profit moyen, est un paradoxe marxiste naissant du lien contradictoire entre la théorie de la valeur-travail et les prix rencontrés sur le Marché.
Incontournable dans la pensée marxiste, le problème de la transformation fait encore débat entre marxistes et non-marxistes, les uns prétendant que ce n'est qu'un problème parmi d'autres à dépasser, les autres affirmant qu'il est fatal à toute la théorie marxiste.
Le problème est d'abord entrevu par l'économiste David Ricardo puis formalisé par l'économiste marxiste Conrad Schmidt à partir de recherches empiriques, ce que Karl Marx cherchera à résoudre dans le neuvième chapitre du troisième volume de Le Capital en expliquant que ce paradoxe n'est qu'une apparence.
La solution apportée par Marx est considérée insuffisante voire autodestructrice aux yeux de certains marxistes et antimarxistes ; d'autres économistes cherchent ainsi à apporter eux-mêmes une solution au paradoxe.

## Présentation
Selon la théorie de la valeur-travail, la valeur marchande d'un bien est fondée sur la quantité de travail nécessaire à la production, la quantité de capital constant d'une entreprise n'a donc aucune incidence sur la valeur d'un bien et sur les profits engendrés par l'entreprise. Autrement dit, deux entreprises ayant une quantité de capital similaire mais des quantités de travail employé différentes ne devraient pas avoir le même taux de profit.
Cependant, Conrad Schmidt note au contraire que le taux de profit d'une entreprise est proportionnel au niveau de capital investi dans cette entreprise, ce qui contredit a fortiori la théorie de la valeur-travail,,. Ce problème a d'abord été entrevu par David Ricardo, mais n'a jamais fait l'objet d'une recherche empirique,.
Friedrich Engels présente ce paradoxe ainsi, :

« D’après la loi ricardienne de la valeur, deux capitaux qui emploient du travail vivant de même quantité et payé au même prix, toutes choses
égales par ailleurs, produisent, en des temps égaux, des produits de
valeur égale, ainsi que de la plus-value ou du profit d’un montant égal.
Mais s’ils emploient des quantités inégales de travail vivant, ils ne
peuvent produire une plus-value ou, pour employer la terminologie des
ricardiens, un profit d’un montant égal. Or c’est le contraire qui se
présente. Dans la réalité, des capitaux égaux, quelle que soit la quantité
de travail vivant qu’ils emploient, produisent en moyenne, en des temps
égaux, des profits égaux. Nous nous trouvons ici devant une
contradiction avec la loi de la valeur, contradiction déjà constatée par
Ricardo et que son école n’a pu davantage résoudre. »

— Friedrich Engels, Prologue à la première édition du Capital II

## Solutions

### Réallocation du capital
Selon Karl Marx, ce paradoxe n'est qu'une apparence ; en effet, la solution se trouve dans la concurrence et la réallocation du capital, qu'il présente dans le 9e chapitre du 3e volume de Le Capital.
Ainsi, selon Karl Marx, puisque le profit est engendré par le travail uniquement, une entreprise très capitalistique engendre un taux de profit faible, là où une entreprise très travaillistique engendre un taux de profit plus fort. Les capitalistes de l'entreprise avec un faible taux de profit vont réallouer leurs capitaux vers l'entreprise avec un fort taux de profit, la réallocation du capital induira une modification de la répartition des profits jusqu'à ce que les taux de profits de toutes les entreprises soient tous égaux.
Marx illustre son propos en nommant cinq secteurs de production I, II, III, IV et V avec des compositions organiques du capital différentes, :
| Secteur | Composition organique du capital | Taux d'exploitation | Plus-value | Taux de profit | Capital constant usé | Valeur des biens |
| ------- | -------------------------------- | ------------------- | ---------- | -------------- | -------------------- | ---------------- |
| I       | 80 C + 20 V                      | 100%                | 20         | 20%            | 50                   | 90               |
| II      | 70 C + 30 V                      | 100%                | 30         | 30%            | 51                   | 111              |
| III     | 60 C + 40 V                      | 100%                | 40         | 40%            | 51                   | 131              |
| IV      | 85 C + 15 V                      | 100%                | 15         | 15%            | 40                   | 70               |
| V       | 95 C + 5 V                       | 100%                | 5          | 5%             | 10                   | 20               |

| Secteur | Composition du capital | Capital constant usé | Valeur des biens | Prix coûtant des biens | Prix des biens | Taux de profit | Déviation du prix |
| ------- | ---------------------- | -------------------- | ---------------- | ---------------------- | -------------- | -------------- | ----------------- |
| I       | 80 C + 20 V            | 50                   | 90               | 70                     | 92             | 22%            | + 2               |
| II      | 70 C + 30 V            | 51                   | 111              | 81                     | 103            | 22%            | - 8               |
| III     | 60 C + 40 V            | 51                   | 131              | 91                     | 113            | 22%            | - 18              |
| IV      | 85 C + 15 V            | 40                   | 70               | 55                     | 77             | 22%            | + 7               |
| V       | 95 C + 5 V             | 10                   | 20               | 15                     | 37             | 22%            | + 17              |

Où C est le capital constant (regroupe la consommation du capital fixe et les biens intermédiaires) ; V est le capital variable (ou salaire) ; le prix coûtant est du point de vue du capitaliste la somme des salaires et du capital constant : {\displaystyle C+V} ; le prix des biens est la somme du prix coûtant et de la plus-value : {\displaystyle {C+V+Pl}}.
Ainsi, Karl Marx estime avoir résolu le problème de la transformation en trouvant un compromis entre la théorie de la valeur-travail et le taux de profit proportionnel au niveau de capital investi : les entreprises ayant investi 100 unités de capital ont toutes un taux de profit égal à 22%.
Cependant, les prix des biens ne sont plus conformes à leurs valeurs intrinsèques, en effet, la réallocation du capital n'arrive qu'après production : puisque le prix d'un bien est fonction du capital constant, qui augmente (ou diminue), au détriment (ou en faveur) du taux de profit et des capitalistes restants dans le secteur, et sans que la valeur créée n'ait varié, alors les prix se différencient de la valeur intrinsèque des biens. Désormais, « La valeur et le prix de la marchandise coïncident seulement accidentellement et exceptionnellement ».
Cela contredit la formulation originelle de Marx sur la valeur-travail dans le premier chapitre du premier volume du Capital, où il est écrit que le prix d'un bien est égal à sa valeur intrinsèque de manière générale. Karl Marx propose ainsi quatre arguments pour expliquer que cette déviation ne remet pas en cause la théorie de la valeur-travail :
1. La valeur moyenne des biens d'une société est égale à la moyenne des prix, les prix des biens tournent donc autour de la valeur des biens[10],[11] (c'est en fait une reformulation de la solution apportée par Conrad Schmidt[1],[11]), on peut en effet remarquer sur le tableau du dessus que : {\displaystyle 2-8-18+7+17=0}, donc les déviations se compensent mutuellement.
2. Le temps de travail nécessaire à la production d'un bien reste influente sur le prix du bien : une augmentation de ce temps de travail fait augmenter le prix, et une baisse du temps de travail le fait baisser[12],[11].
3. Historiquement, avant le mode de production capitaliste, la valeur d'un bien était effectivement égale à son prix correspondant, ce n'est qu'avec la possibilité de réallouer ses capitaux que cette déviation est apparue, la valeur d'un bien est donc bien par essence la valeur-travail[12],[11].
4. Les valeurs sont « derrière les prix de production et les détermine en dernier ressort[13] », c'est-à-dire que les prix des biens ne sont que transformés, ces prix sont toujours approximativement égaux à leurs valeurs respectives[12],[11].

### Une abstraction nécessaire

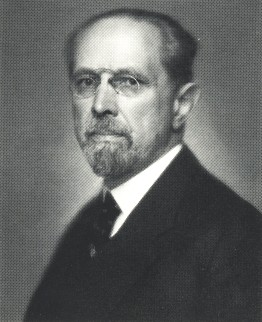
L'économiste marxien Werner Sombart vers 1930.

L'économiste marxien Werner Sombart considère que les faits contredisent la théorie marxiste fondamentale de la valeur : « [elle] n'indique d'aucune façon le point autour duquel les prix de marché gravitent »,.
En revanche la théorie de la valeur-travail « conserve une zone de refuge restante : la pensée de l'économiste théoricien », en effet elle est une simplification théorique nécessaire de la valeur et de la formation des prix pour permettre une étude simple avant d'introduire dans la théorie économique des éléments plus réalistes et complexes, tel le physicien admettant que la friction n'existe pas,.

### Proto-valeur
Les économistes Ladislaus Bortkiewicz et Mikhail Tugan-Baranovsky (en) se lamentent que Karl Marx ait omis le concept de valeur absolue, suggéré par David Ricardo dans le premier chapitre de Des principes de l'économie politique et de l'impôt. Alors que Karl Marx considère que valeur et prix des moyens de production sont confondus, Ricardo entrevoit que ces deux valeurs divergent, et donc que valeur et prix des biens produits divergent.

### Monnaie-marchandise et inflation
Selon l'économiste Ladislaus Bortkiewicz, une autre solution possible serait le fait que tout échange de marchandise nécessite un échange dans le secteur de l'or : un transfert de la valeur-travail peut s'effectuer depuis le secteur de l'or vers les autres secteurs, dans le cas où le premier et ces derniers secteurs n'ont pas de composition organique du capital identique, lorsque la circulation du capital et celle de la monnaie divergent, ou lorsque les rapports entre le capital circulant et le capital fixe ne sont identiques,.

## Critiques aux solutions formulées

### Une contradiction indépassable

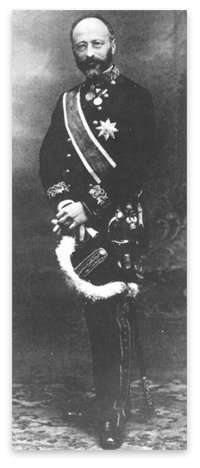
Böhm-Bawerk, économiste et ministre des finances d'Autriche.

Selon Eugen von Böhm-Bawerk, la proposition de Marx serait tout sauf convaincante pour résoudre le problème de la transformation puisqu'elle contredit les bases fondamentales de sa propre théorie :

« The value [of labour] was declared to be 'the common factor which appears in the exchange relation of commodities' (i. 13). We were told, in the form and with the emphasis of a stringent syllogistic conclusion, allowing of no exception, that to set down two commodities as equivalents in exchange implied that 'a common factor of the same magnitude' existed in both, to which each of the two 'must be reducible' (i. 11). (…) And now in the third volume (…) that individual commodities do and must exchange with each other in a proportion different from that of the labour incorporated in them, and this not accidentally and temporarily, but of necessity and permanently. I cannot help myself; I see here no explanation and reconciliation of a contradiction, but the bare contradiction itself. Marx's third volume contradicts the first. The theory of the average rate of profit and of the prices of production cannot be reconciled with the theory of value. This is the impression which must, I believe, be received by every logical thinker. And it seems to have been very generally accepted. Loria, in his lively and picturesque style, states that he feels himself forced to the 'harsh but just judgment' that Marx 'instead of a solution has presented a mystification.' »

— Eugen von Böhm-Bawerk, Karl Marx and the Close of his System, 1896
Les solutions apportées par Schmidt, Marx et Sombart ne seraient au fond que des propositions désespérées afin de sauver la théorie de la valeur-travail : il n'y a plus aucun sens à parler d'une théorie de la valeur d'échange si un échange entre deux biens ne réfléchit pas la même valeur entre ces deux biens.
Böhm-Bawerk tente néanmoins de contredire les quatre arguments de Marx :
1. Bien que la moyenne des prix corresponde à une valeur précise, rien ne dit que cette valeur conditionne la moyenne des prix, ou si au contraire la valeur de Marx n'est rien de plus qu'une moyenne ; comme contre-exemple, Böhm-Bawerk prend la longévité de vie des animaux, en affirmant que les animaux ont toute la même longévité de vie, on pourrait argumenter que les déviations de longévité des différents animaux se compensent mutuellement et sont en moyenne égale à la valeur fondamentale de la vie, et ainsi que la valeur fondamentale de la vie est bel et bien la longévité des animaux.
2. L'argument mis en avant est un truisme : aucun économiste ne remet en cause le fait que le temps de travail conditionne le prix, puisque ce temps est un coût pour le capitaliste sous forme de salaire. La question n'est pas de savoir si le travail est un facteur à la formation des prix mais s'il est le facteur.
3. Bien que Marx soumette l'argument historique, Marx ne mentionne aucun exemple pour soutenir son propos. En fait, il semblerait même que l'Histoire confirme l'exact inverse : citant Werner Sombart, Böhm-Bawerk affirme que cette incohérence entre la valeur et le prix des biens était déjà présente dans les débuts du système capitaliste, à une période où la réallocation du capital n'était pas encore assez développée.
4. Il y a au moins un autre facteur indépendant de la valeur-travail pouvant expliquer une déviation des prix après allocation du capital : les salaires.

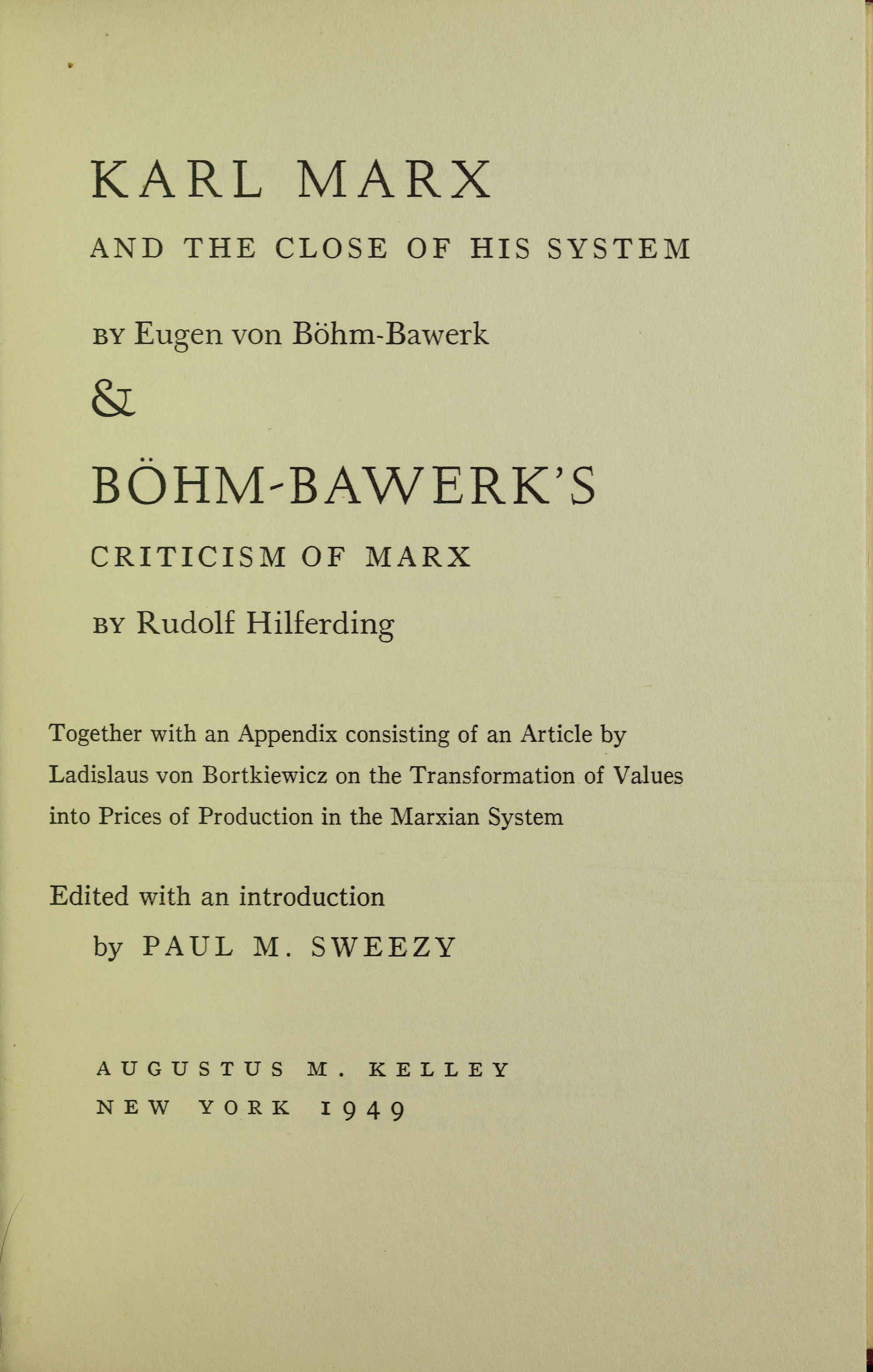
La critique d'Eugen Böhm-Bawerk contre la théorie de la valeur-travail.

L'Autrichien lui reproche par ailleurs d'avoir largement sous-estimé le rôle de la loi de l'offre et de la demande, et des « dons de la nature » en cherchant à retrouver la valeur d'échange :
- Selon Böhm-Bawerk, le Marché n'avait pour Marx qu'un rôle négligeable puisqu'il n'est que le lieu où offre et demande se compensent mutuellement, or face à l'énigme du taux de profit moyen, Marx a été obligé de concéder que c'est bien le Marché qui a le dernier mot sur la formation des prix. Son rôle n'est donc pas négligeable, d'autant plus que Böhm-Bawerk précise que l'offre et la demande ne se compensent pas mutuellement, car ce serait oublier l'offre et la demande qui n'ont pas pu être répondues (à cause d'un prix trop élevé ou trop faible), il existe donc une certaine tension sur n'importe quel marché[21].
- Enfin, la théorie marxiste n'arrive pas à expliquer la valeur fondamentale des biens naturels qui n'ont pas encore été exploités par l'Homme, pourtant, ces « dons de la nature » ont un rôle majeur dans le commerce et dans l'échange entre deux biens, par exemple pour la fertilité des sols, pour la richesse des mines de charbon, pour le bois des forêts, etc. La valeur d'échange serait donc tout sauf réductible à la seule quantité de travail socialement nécessaire[22].

Bien que Böhm-Bawerk estime Marx, il considère que ses travaux ont débouché sur un échec, et que les marxistes finiront par admettre avec le temps que la théorie de la valeur-travail amène à un cul-de-sac : « Le système marxiste a un passé et un présent, mais pas de futur durable. »

#### Réactions face à la critique de Böhm-Bawerk
Rudolf Hilferding rejette la critique de Böhm-Bawerk puisqu'elle proviendrait d'une mauvaise interprétation des textes de Marx.
L'économiste autrichien Gottfried Haberler prétend quant à lui en 1966 que la critique est « définitive » et si destructrice qu'aucun marxiste n'a jamais pu la réfuter.
D'après Adolfo Rodriguez-Herrera, des centaines de réponses ont été émises contre Böhm-Bawerk, mais aucune n'a pu véritablement résoudre le paradoxe.

### Erreur mathématique chez Bortkiewicz
L'économiste Adolfo Rodriguez-Herrera conteste la solution apportée par Bortkiewicz à propos de la monnaie-marchandise puisqu'elle proviendrait d'une erreur mathématique. Les échanges monétaires affectent certes les prix des marchandises, mais également les montants du capital variable et du capital constant, et ce dans les mêmes proportions : ainsi la valeur d'un bien devrait fluctuer de la même façon que son prix fluctue. En s'y tenant à la théorie de Bortkiewicz, les prix doivent ainsi être en tout point égaux à leurs valeurs respectives, ce qui est incorrect et ne résout pas le paradoxe.